# Muslim Agaýew
Muslim Baýramowiç Agaýew, ros. Муслим Байрамович Агаев, Muslim Bajramowicz Agajew (ur. 29 kwietnia 1974 w Mary, Turkmeńska SRR) – turkmeński piłkarz, grający na pozycji napastnika lub pomocnika. Posiada też obywatelstwo kazachskie (od 2004).

## Kariera piłkarska

### Kariera klubowa
W 1991 rozpoczął karierę piłkarską w Merw FK, skąd w następnym roku przeszedł do Nebitçi Nebit Dag. W 1994 został zaproszony do Köpetdagu Aszchabad. W styczniu 1999 wyjechał do Ukrainy, gdzie bronił barw Kreminia Krzemieńczuk i Nywy Tarnopol. W 2000 przeniósł się do Kazachstanu, gdzie potem występował w klubach Access-Golden Grane/Jesil-Bogatyr Petropawł, Jesil Kokczetaw, Irtysz Pawłodar i Toboł Kustanaj. W 2007 wrócił do ojczyzny, gdzie znów został piłkarzem Merw FK. W 2008 przeszedł do Şagadamu Turkmenbaszy, w którym zakończył karierę piłkarza.

### Kariera reprezentacyjna
W latach 1994–2007 bronił barw reprezentacji Turkmenistanu.

## Sukcesy i odznaczenia

### Sukcesy piłkarskie
Köpetdag Aszchabad
- mistrz Turkmenistanu: 1997/98, 2000
- wicemistrz Turkmenistanu: 1998/99
- zdobywca Pucharu Turkmenistanu: 1998/99, 2000

Access-Golden Grane/Jesil-Bogatyr Petropawł
- wicemistrz Kazachstanu: 2000
- brązowy medalista Mistrzostw Kazachstanu: 2001
- finalista Pucharu Kazachstanu: 1999/00

Irtysz Pawłodar
- mistrz Kazachstanu: 2003
- wicemistrz Kazachstanu: 2004

Tobył Kustanaj
- brązowy medalista Mistrzostw Kazachstanu: 2006

Merw FK
- finalista Pucharu Turkmenistanu: 2007